# Jaylen Martin
Jaylen Martin, né le 28 janvier 2004 à Quincy en Floride, est un joueur américain de basket-ball évoluant au poste d'ailier et mesurant 1,96 m.

## Carrière au lycée
Martin a joué au basket-ball au lycée à la Florida State University School à Tallahassee en Floride, coaché par l’entraîneur-chef Charlie Ward, un ancien joueur de NBA.

### Recrutement
À la sortie du lycée, Martin était une recrue très bien classée dans la promotion de 2022. Il a été classé comme recrue 4 étoiles par les services de recrutement ESPN et 247Sports.com,.
Malgré avoir reçu des offres collégiales de Florida, Georgia, Georgetown, Wake Forest, Cincinnati, Texas Tech et Ole Miss, il s’est engagé à jouer professionnellement dans la ligue Overtime Elite.

### Carrière professionnelle
Lors de la draft 2023, il n'est pas sélectionné.

### YNG Dreamerz (2022–2023)
Martin a commencé sa carrière professionnelle en jouant pour les YNG Dreamerz de la ligue Overtime Elite. Il a terminé deuxième dans le vote du joueur ayant le plus progressé de Overtime Elite et a mené les Dreamerz à la série pour le titre de champions de la ligue, perdant contre les City Reapers.
Après n'avoir pas été drafté à la Draft 2023 de la NBA, Martin a signé un two-way contract avec les New York Knicks le 3 juillet 2023, mais a été coupé le 18 octobre. Le 9 novembre, il est sélectionné pour la soirée d’ouverture des Knicks de Westchester, et le 27 novembre, il signe un autre contrat two-way avec les New York Knicks. Cependant, il a été coupé le 23 décembre sans jouer pour les New York Knicks et est retourné à Westchester trois jours plus tard.

### Nets de Brooklyn (2024)
Le 21 février 2024, Martin signe un two-way contract avec les Nets de Brooklyn. Il est coupé le 31 décembre 2024.

### Wizards de Washington (février-juillet 2025)
En février 2025, il signe un contrat two-way avec les Wizards de Washington.

## Statistiques

### Professionnelles

#### Saison régulière NBA
| Saison    | Équipe     | Matchs | Titul. | Min./m | % Tir | % 3pts | % LF | Rbds/m. | Pass/m. | Int/m. | Ctr/m. | Pts/m. |
| --------- | ---------- | ------ | ------ | ------ | ----- | ------ | ---- | ------- | ------- | ------ | ------ | ------ |
| 2024-2025 | Brooklyn   | 3      | 0      | 1,6    | 50,0  | 100,0  | 0,0  | 0,00    | 0,00    | 0,00   | 0,00   | 1,00   |
| 2024-2025 | Washington | 13     | 0      | 18,0   | 41,7  | 27,3   | 90,0 | 3,38    | 1,31    | 0,69   | 0,00   | 5,77   |
| Carrière  | Carrière   | 16     | 0      | 14,9   | 41,9  | 30,4   | 90,0 | 2,75    | 1,06    | 0,56   | 0,00   | 4,88   |